# Тилава
Тилава је градска четврт у општини Источно Ново Сарајево, Република Српска, БиХ.

## Становништво 1991.
Према попису становништва из 1991. године, мјесто је имало 289 становника.